# Daniela Ceccarelli
Daniela Ceccarelli, italijanska alpska smučarka, * 25. september 1975, Frascati, Italija.
Največji uspeh kariere je dosegla na Olimpijskih igrah 2002 z osvojitvijo naslova olimpijske prvakinje v superveleslalomu. V svetovnem pokalu je tekmovala štirinajst sezon med letoma 1996 in 2010 ter se trikrat uvrstila na stopničke. 